# Johann Georg Lehmann
Johann Georg Lehmann (Baruth/Mark, 1765. május 11. – Drezda, 1811. szeptember 6.) német kartográfus.

## Életútja
Miután 1784-ben erőszakkal katonának fogták, a hadiiskolában kiváló mérnökké és topografussá képezte ki magát, s 1794-ben kilépett a katonai szolgálatból. Ezután térképek rajzolásával foglalkozott; majd 1807-ben mint kapitány részt vett Danzig ostromában. Térképei közül nevezetesebb: Varsó és Drezda városok tervrajzai, s ez utóbbinak környéke. A róla elnevezett térképrajzolási módszert, amely az árnyékolás sötétségével tünteti föl a talaj emelkedését, vagy lejtősségét, Darstellung einer neuen Theorie der Bezeichnung der schiefen Flächen im Grundriss, oder der Situationszeichnung der Berge (Lipcse, 1799) című művében tette közzé. Fő munkája: Anweisung zum richtigen Erkennen u. genauen Abbilden der Erd-Oberfläche (Drezda, 1812).